# Flix
Flix település Spanyolországban, Tarragona tartományban. Flix Riba-roja d'Ebre, Llardecans, La Granadella, Bovera, Bellaguarda, Margalef, La Bisbal de Montsant, La Palma d'Ebre, Vinebre, Ascó és Maials községekkel határos. Lakosainak száma 3324 fő (2024).

## Népesség
A település népessége az elmúlt években az alábbi módon változott:
| Lakosok száma | 485  | 2516 | 3306 | 5418 | 5025 | 4029 | 4061 | 3795 | 3408 | 3324 |
|               | 1717 | 1900 | 1940 | 1960 | 1986 | 2005 | 2010 | 2014 | 2019 | 2024 |